# Parnassius hardwickei
Parnassius hardwickei is een vlinder uit de familie van de pages (Papilionidae). De wetenschappelijke naam van de soort is voor het eerst geldig gepubliceerd in 1893 door Haase.